# Massiccio del Teno
Il Massiccio del Teno (in spagnolo Macizo de Teno) è una delle tre formazioni vulcaniche che hanno dato origine all'isola di Tenerife, nell'arcipelago spagnolo delle Isole Canarie. È localizzato nella parte nord-occidentale dell'isola, tra i comuni di Santiago del Teide, Los Silos, El Tanque e Buenavista del Norte, ed è quasi circondato dall'oceano Atlantico. 

## Geografia
In origine questa catena montuosa era un’isoletta che nel tempo si unì ad altre per formare l'odierna Tenerife. Il massiccio vulcanico, emerso nel corso degli ultimi 5-7 milioni di anni, è solcato da profondi burroni e termina bruscamente nell'oceano Atlantico, nella zona di Los Gigantes, dove sorgono una serie di alte scogliere a picco sul mare (conosciute in spagnolo come Acantilados de Los Gigantes).
Il Parco Rurale di Teno ha una superficie di 8.063 ettari, ed è caratterizzato da colate laviche basaltiche e da una diversità vegetale e floristica che varia ampiamente con ogni microclima insulare. Le zone conosciute come Monte del Agua e Laderas del Baracán sono rinomate per i boschi di alloro tipici della vegetazione della Macaronesia. Nelle zone costiere si trovano l'Euphorbia balsamifera e il Carthamus lanatus, una varietà di cardo.

## Fauna

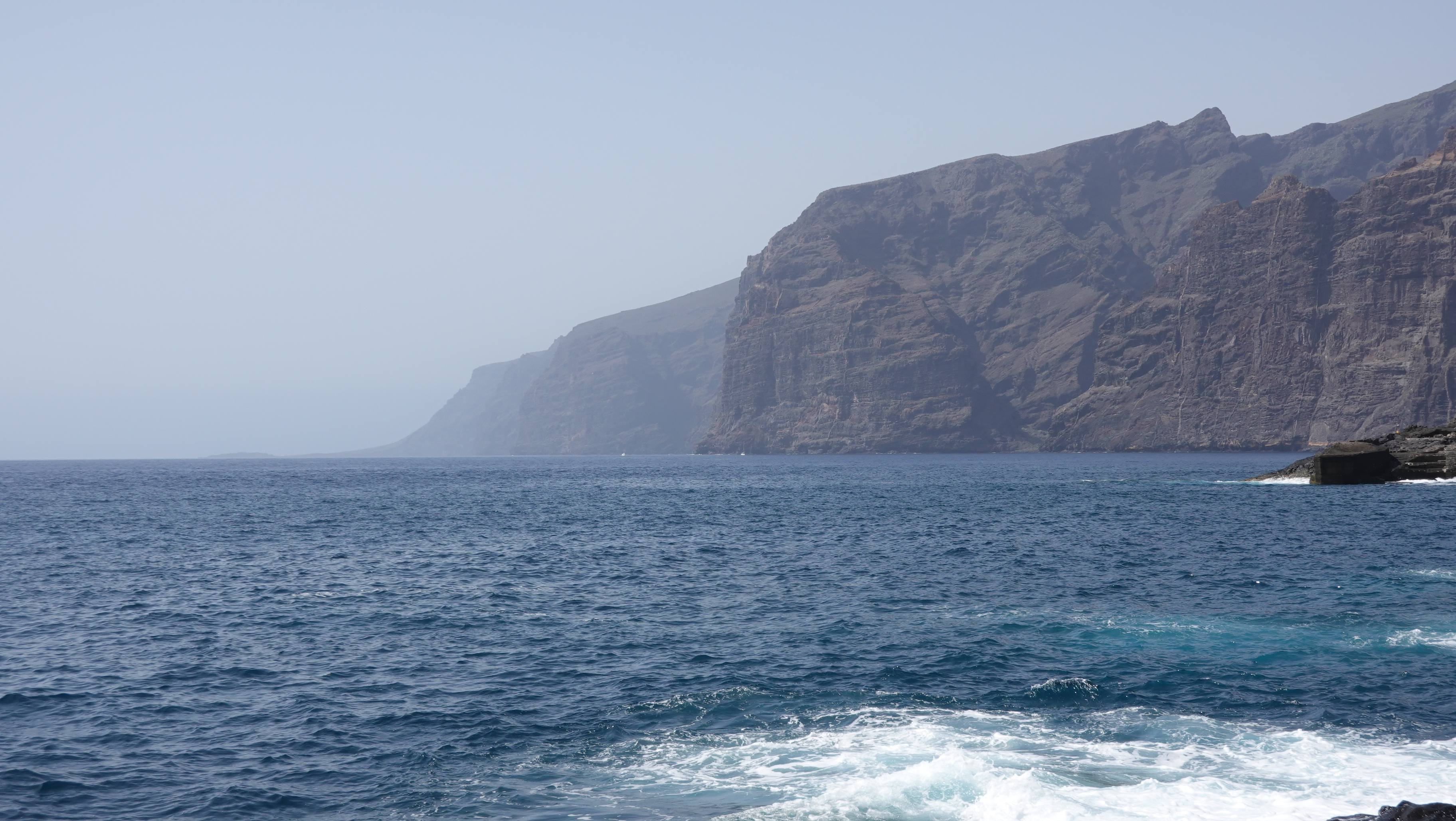
Le scogliere di Los Gigantes.

Questo massiccio arriva fino alla punta nord-occidentale dell'isola, nota come Punta de Teno. Si tratta di un'area rinomata per la sua fauna marina e che offre le migliori aree per le immersioni. L'Unione Europea ha designato il Macizo de Teno come zona speciale per la protezione e la conservazione delle grandi colonie di piccioni che popolano l'alloro. Sono comunemente avvistati anche il falco pescatore, il falco, il gheppio e il falco barbaresco. Nella zona sono presenti anche resti archeologici, con gli edifici in pietra appartenuti agli antichi abitanti Guanche dell'isola.